# Ladogasee
Der Ladogasee (russisch Ладожское озеро/ Ladoschskoje osero, finnisch Laatokka, früher Nevajärvi, karelisch Luadogu, wepsisch Ladoganjärv) ist mit rund 18.000 km² der größte See Europas. Er liegt in Nordwestrussland zwischen der Oblast Leningrad und dem Süden der Republik Karelien, nahe der Grenze zu Finnland.
Auf der Insel Walaam steht das Kloster Walaam, ein russisch-orthodoxes Mönchskloster.

## Geografie und Geologie

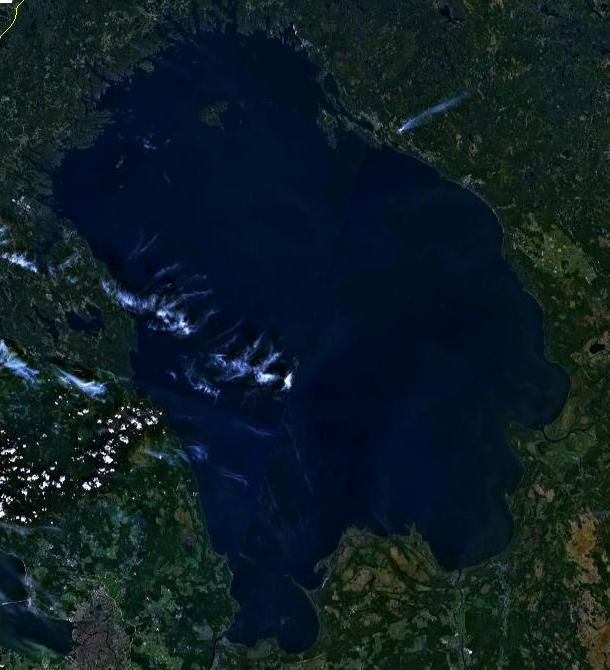
Satellitenbild des Ladogasees

Der Ladogasee ist ein Süßwassersee, dessen Wasserspiegel nur wenige Meter über dem Meeresspiegel liegt. Er ist mit einer Wasserfläche von etwa 17.700 km² der größte See in Europa und mit rund 900 km³ auch der wasserreichste. Zusammen mit seinen weit über fünfhundert Inseln umfasst er eine Fläche von 18.135 km². Die Landfläche seiner Inseln entspricht etwa der Wasserfläche des Bodensees. Der See erstreckt sich in Nord-Süd-Richtung über knapp 220 km, misst in West-Ost-Richtung bis 120 km und ist im Minimum etwa 80 km breit. Die Wassertiefe des Ladogasees erreicht bis zu 225 m, die durchschnittliche Seetiefe liegt bei etwa 52 m.
Der See ist geologisch sehr jung. Er entstand, wie fast alle Seen im nördlichen Europa, durch die ausschürfende Tätigkeit des eiszeitlichen Inlandeises. Erst am Ende der Weichseleiszeit bildete sich vor rund 15.000 Jahren das Seebecken mit dem Rückschmelzen des Gletschers.
Der Ladogasee ist durch die Karelische Landenge von der Ostsee getrennt, mit der ihn aber sein Abfluss, die Newa, verbindet. Über einen seiner Hauptzuflüsse, den Swir, ist er mit dem Onegasee und über diesen, den Weißmeer-Ostsee-Kanal und die Nördlichen Dwina auch mit dem Weißen Meer verbunden. Darüber hinaus öffnen die Kanäle des Wolga-Ostsee-Wasserweges, dem Schiffsverkehr vom Ladogasee aus Zugänge sowohl zum Kaspischen als auch zum Schwarzen Meer. Zwischen der Einmündung des Swir und dem Abfluss der Newa umgeht der Ladogakanal den See.
Das Einzugsgebiet des Ladogasees, der etwa von Ende November bis Anfang April zugefroren ist, umfasst 280.336 km².

## Geschichte

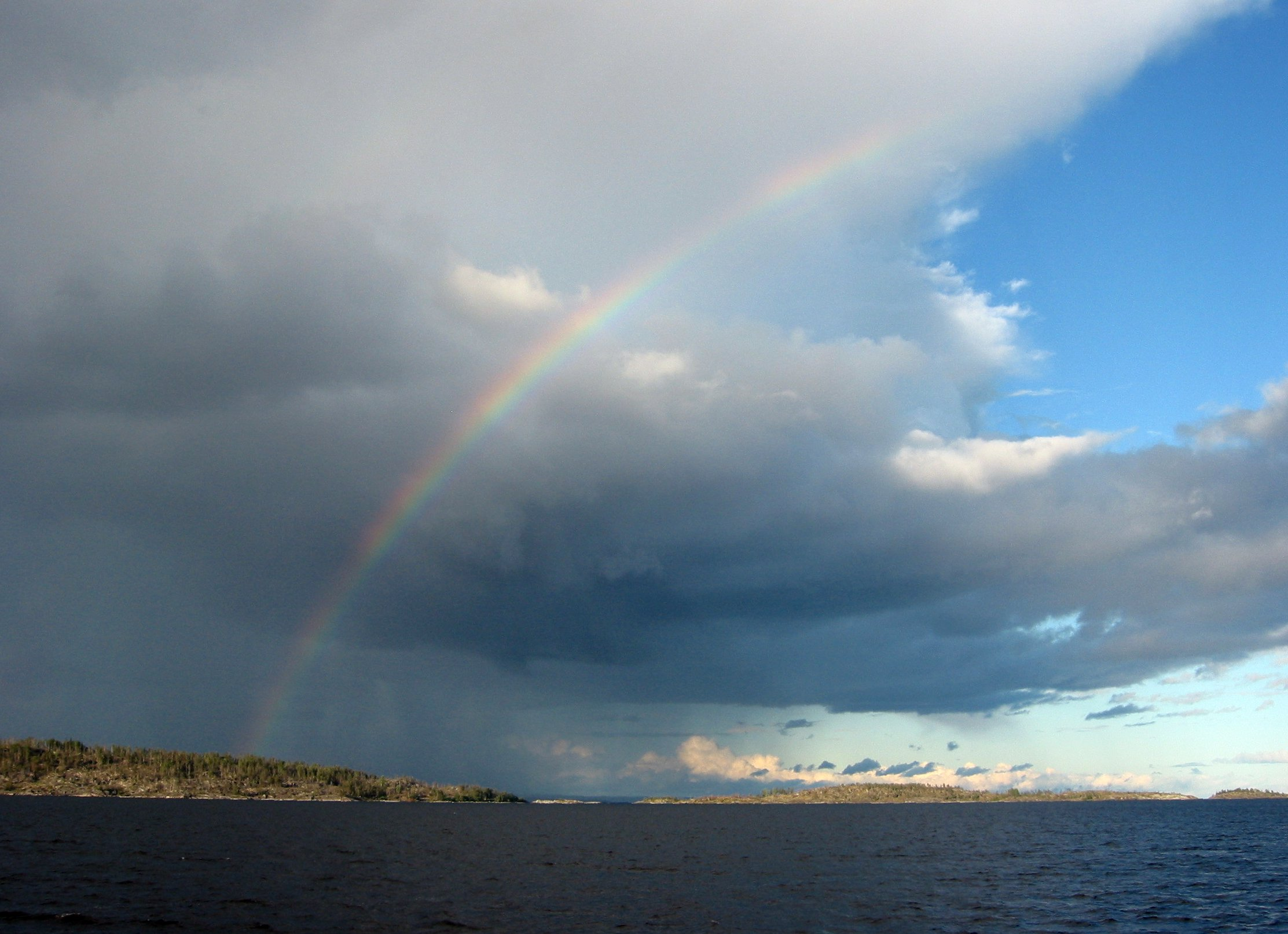
Regenbogen über dem Ladogasee

Bis zum 13. Jahrhundert hieß der See Newo, bevor er nach der mittelalterlichen Handelsstadt Ladoga an seinem Südufer benannt wurde.
Durch die Abtretung des bis dahin jahrhundertelang zu Schweden gehörigen Finnlands kam 1809 die nordwestliche Hälfte des Sees als Teil des Großfürstentums Finnland zu Russland. Dieser Teil des Sees wurde 1918 mit der Unabhängigkeit Finnlands finnisches Staatsgebiet, nach dem Ende des sowjetisch-finnischen Winterkrieges von 1940 durch den Friedensvertrag von Moskau zum Staatsgebiet der Sowjetunion.
Im Zweiten Weltkrieg wurde das von den Deutschen belagerte Leningrad über den zugefrorenen Ladogasee versorgt (die Straße des Lebens). Südlich des Sees fanden von 1942 bis 1943 insgesamt die drei Ladoga-Schlachten um die Öffnung des Landweges nach Leningrad statt.
Seit 2023 erprobt Russland im Ladogasee die Stationierung von Korvetten der Karakurt-Klasse, die nach Prinzipien der Tarnkappentechnik gebaut und mit Marschflugkörpern ausgestattet sind. Sie sind klein genug, um das russische strategische Netzwerk aus Binnenwasserstraßen, „Unified Deep Water System of European Russia“, UDWS bzw. EGTC (transkribiertes russisches Akronym) nutzen zu können. Abschüsse von dem Gewässer aus sollen im Herbst 2024 erstmals simuliert geübt worden sein. Der Ladogasee wird regelmäßig von kleinen Kriegsschiffen als Abkürzung von der Ostsee zum Weißen Meer am Arktischen Ozean genutzt.

## Fauna
Im See lebt Phoca hispida ladogensis, eine Unterart der Ringelrobbe (Phoca hispida). Sie ist eine von zwei Unterarten der Ringelrobbe, die im Süßwasser leben.